# Steven Jones (golfer)
Steven Jones (1984) is een golfprofessional uit Melbourne, Australië.
Jones werd in 2006 professional. Hij speelde een paar jaar op de OneAsia Tour, waar hij in 2012 in de top-30 eindigde. Daarna speelde hij een jaar op verschillende tours in de Verenigde Staten.
In 2013 werd hij uitgenodigd voor het Alfred Dunhill Links Kampioenschap in Schotland.

## Trivia
Er is ook een Amerikaanse golfer die Steve Jones (1958) heet. 